# Medal Wojskowy (Brazylia)
Medal Wojskowy (port. Medalha Militar) – brazylijskie wojskowe odznaczenie, ustanowione 15 listopada 1901 jako wyróżnienie honorowe za dobrą i długoletnią służbę.
Medal ten przeznaczony jest dla żołnierzy i oficerów brazylijskiej Armii Lądowej, Marynarki Wojennej, Sił Powietrznych oraz oficerów dydaktycznych.
Podzielony jest na pięć stopni, różniącymi się kolorami odznaki i liczbą gwiazdek umieszczanych w formie okucia o kształcie ramki z odpowiedniego metalu, z odpowiednią liczbą gwiazdek, mocowanej do wstążki:
- medal platynowy z pięcioma platynowymi gwiazdkami za 50 lat służby;
- medal złoty z czterema platynowymi gwiazdkami za 40 lat służby;
- medal złoty z trzema złotymi gwiazdkami za 30 lat służby;
- medal srebrny z dwiema srebrnymi gwiazdkami za 20 lat służby;
- medal brązowy z jedną brązową gwiazdką za 10 lat służby.

W brazylijskiej kolejności starszeństwa odznaczeń medal ten zajmuje miejsce bezpośrednio po Medalu Wkładu w Brazylijskich Sił Ekspedycyjnych, a przed lotniczym Medalem Korpusu Oddziałów.